# Стратегія поведінки
Стратегія поведінки — змішана стратегія гравця в позиційній грі, в якій випадкові вибори гравцем своїх часткових дій в кожному інформаційному стані, що описується інформаційною множиною, є стохастично незалежними.
Поняття стратегій поведінки вперше ввів американський математик Г.-У. Кун і довів, що для скінчених позиційних ігор, в яких гравець пам'ятає все, що знав і робив раніше, йому, для реалізації оптимального виграшу достатньо користуватись змішаною стратегією, тобто, достатньо робити «локальне» змішування (теорема про ігри з повною пам'яттю). Цей результат було надалі поширено на загальніші класи ігор.